# John Read le Brockton Tomlin
Pour les articles homonymes, voir Read.
John Read le Brockton Tomlin est un conchyliologiste et un entomologiste britannique, né le 15 août 1864 et mort le 24 décembre 1954.

## Biographie
Il se consacre à l’étude des coléoptères et des coquillages. Il acquiert l’immense collection de James Cosmo Melvill (1845-1929). On estime que la collection de Tomlin regroupe un million de spécimens et plus de 30 000 espèces et sa bibliothèque 2 000 volumes et plus de 7 000 articles et tirés à part. Il lègue le tout au Muséum national du Pays de Galles.